# Sunwest Aviation
Sunwest Aviation (mã ICAO = CNK) là hãng hàng không của Canada, trụ sở ở Calgary. Hãng có các chuyến bay thuê bao theo yêu cầu của khách hàng. Căn cứ chính của hãng ở Sân bay quốc tế Calgary, Alberta. Hãng có đội máy bay 35 chiếc, trong đó có 15 máy bay phản lực.

## Đội máy bay

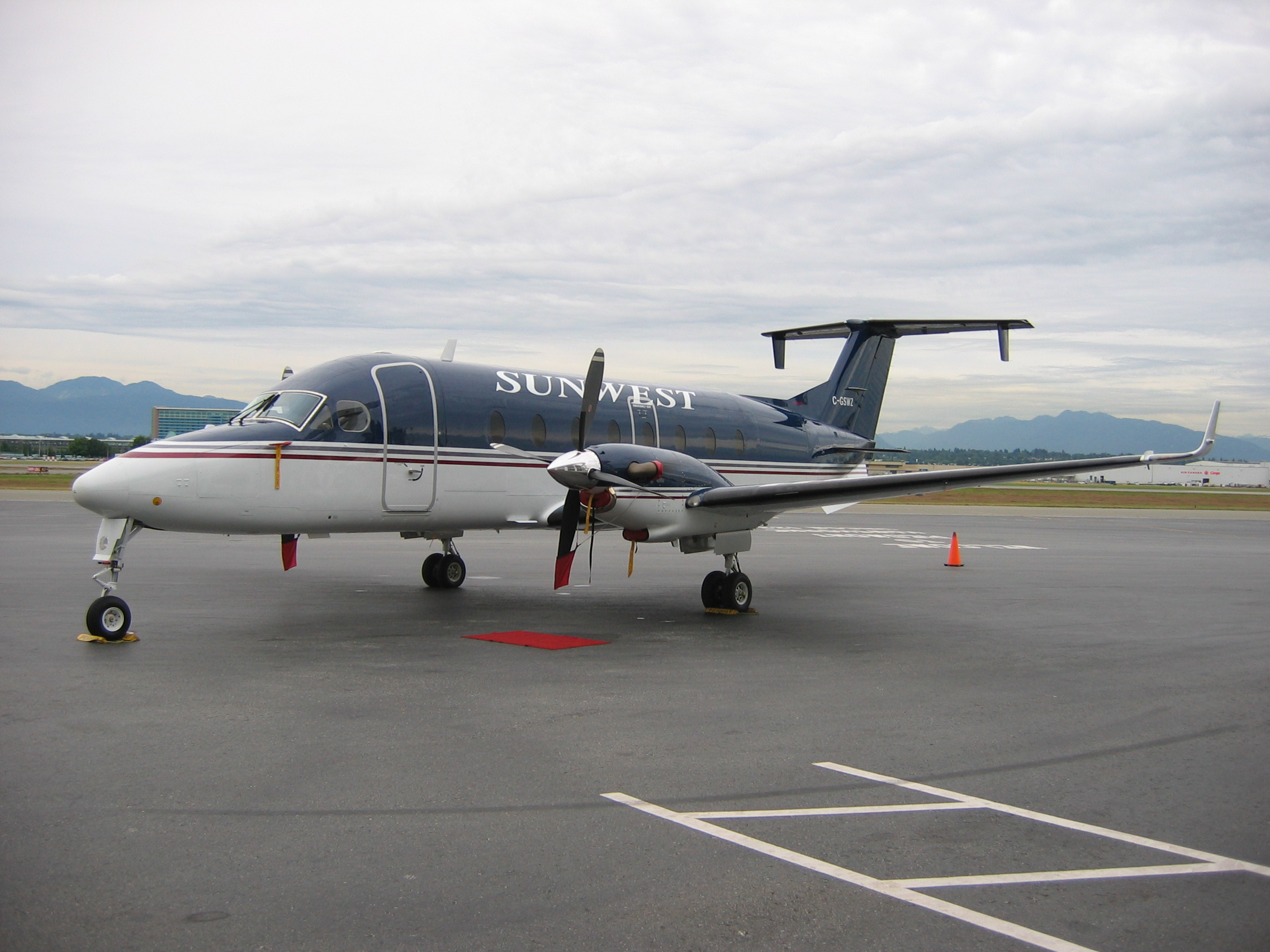
Máy bay Beechcraft 1900 của Sunwest Aviation

(Tháng 11/2006):
- 4 Raytheon Beech 1900D
- 3 Fairchild Metro 23
- 2 Fairchild Metro II [1]
- 1 Challenger 604
- 1 Bombardier Challenger 300
- 1 Cessna Citation II
- 2 Citation V
- 2 Conquest II
- 1 Falcon 900 EX
- 3 Hawker 800/800XP
- 1 King Air B100
- 4 King Air 200
- 1 King Air 350
- 2 Learjet 35A
- 2 Learjet 45
- 1 Learjet 55
- 1 Piper Chieftain
- 3 Cessna Caravan